# معبد رمسيس الثالث

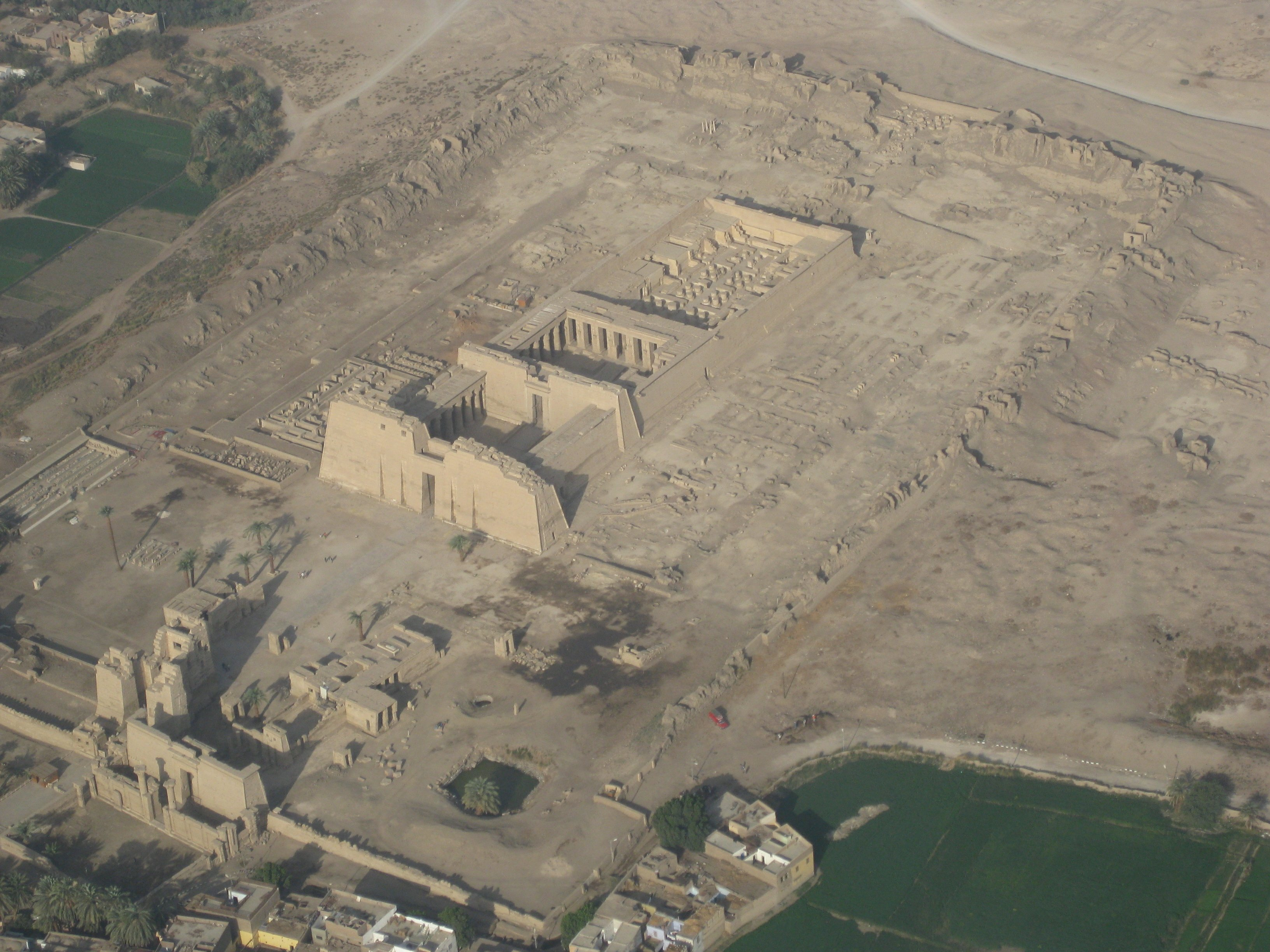
صورة جوية لمعبد هابو

المعبد الجنائزي أو معبد مدينة هابو أو معبد رمسيس الثالث؛ يعد من أعظم معابد الأسرة العشرون شيده الملك رمسيس الثالث لإقامة الطقوس الجنائزية له ولعبادة المعبود آمون، يتكوّن المعبد من مدخل عظيم محاط ببرجين، على هذه الأبراج نقوش تمثّل أذرع الأسرة وصور لرمسيس الثالث، والطبقات العليا لهذين البرجين كانت مخصصة للحريم الملكي، يعتبر هذا المعبد أفخم المعابد أثاثاً ونقشاً، وكان تمثال (آمون) به مزيّن بالأحجار الكريمة، على جدران المعبد نجد نقوشاً قيّمة، منظراً يصوّر الانتصار البحري على قبائل شعوب البحر (الشردانا)، ومناظر أخرى تمثّل الحملة البحريّة على الليبيين كما نرى بعض المعبودات حاملة القرابين من الضياع الملكيّة تحضّرها للمعبود آمون في المعبد.

## تشييده

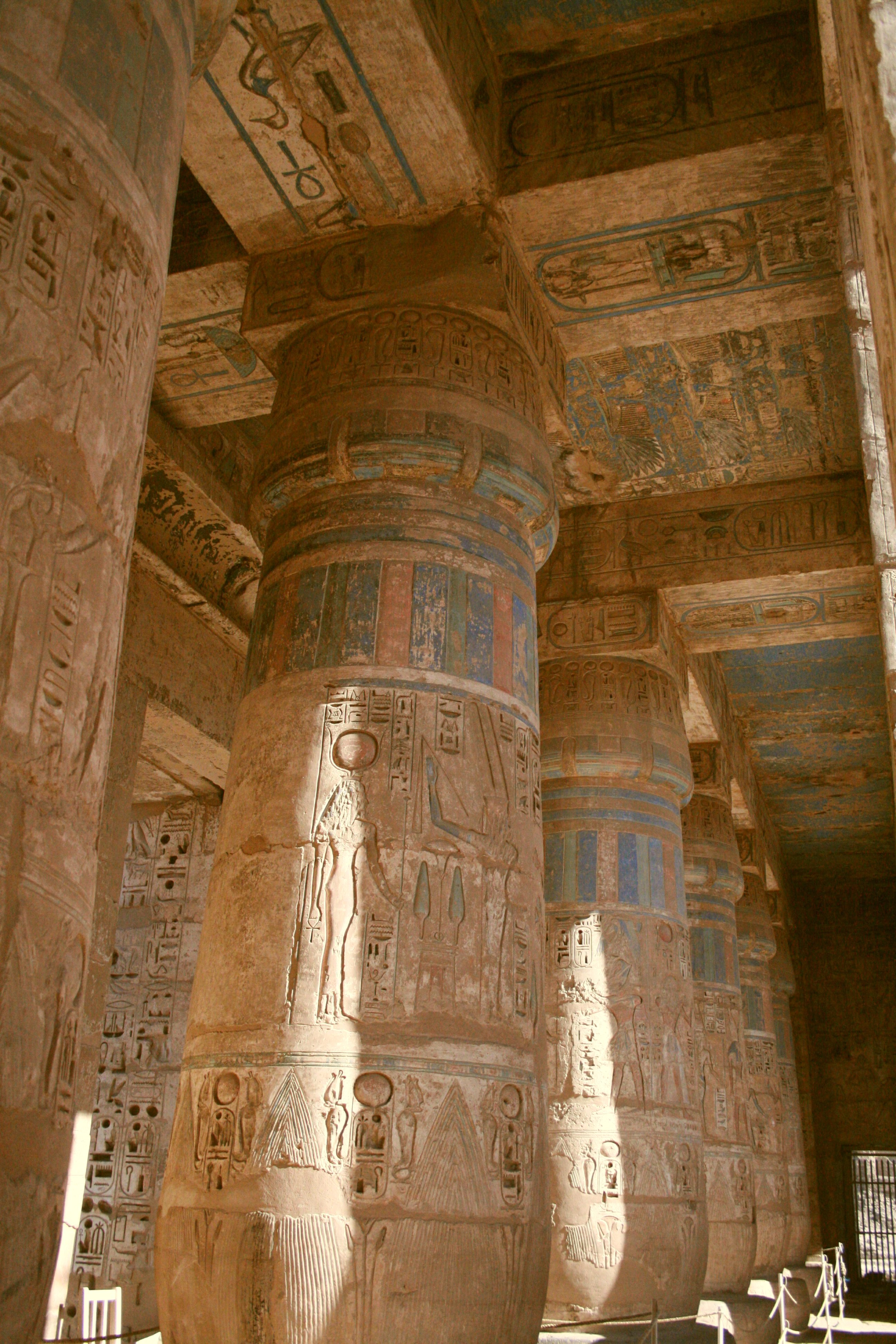
بهو الأعمدة

شيد في بداية حكم الملك رمسيس الثالث كمعبد جنائزي. وأشرف على بناء المعبد «أمون مس» أمين خزانة معبد آمون. ويشير النصف الأول للتسمية المعاصرة للمعبد، إلى المدينة المسيحية التي بنيت بداخل حوائط المعبد. ويرجح البعض أن كلمة هابو، تشير إلى أمنحتب ابن حابو، وزير أمنحتب الثالث. كما ان هناك اعتقاد أن هذه التسمية ترجع إلى الكاهن المسيحي، الذي كان يقيم في هذه البقعة بعد ذلك.
يعتبر هذا المعبد من أكبر المعابد الجنائزية التي خُصصت لتخليد ذكرى الملوك في عصر الدولة الحديثة. وتبلغ مساحته ما يقرب من 320 مترًا طولاً من الشرق إلى الغرب، و200 مترًا عرضًا من الشمال إلى الجنوب، وهو يعتبر المعبد الوحيد المحصن، ومن أغلب الظن انه شيد على مرحلتين، فالمرحلة الأولى تشمل بناء المعبد وملحقاته داخل سور مستطيل. والمرحلة الثانية بدأت اغلب الظن في النصف الثاني من حكم الملك رمسيس الثالث وفي هذه الفترة تم تشييد السور الخارجي ببوابتيه الكبيرتين المحصنتين في كل من الشرق والغرب وقد شيد بين السورين في الشمال والجنوب منازل الكهنة والقائمين على المعبد.

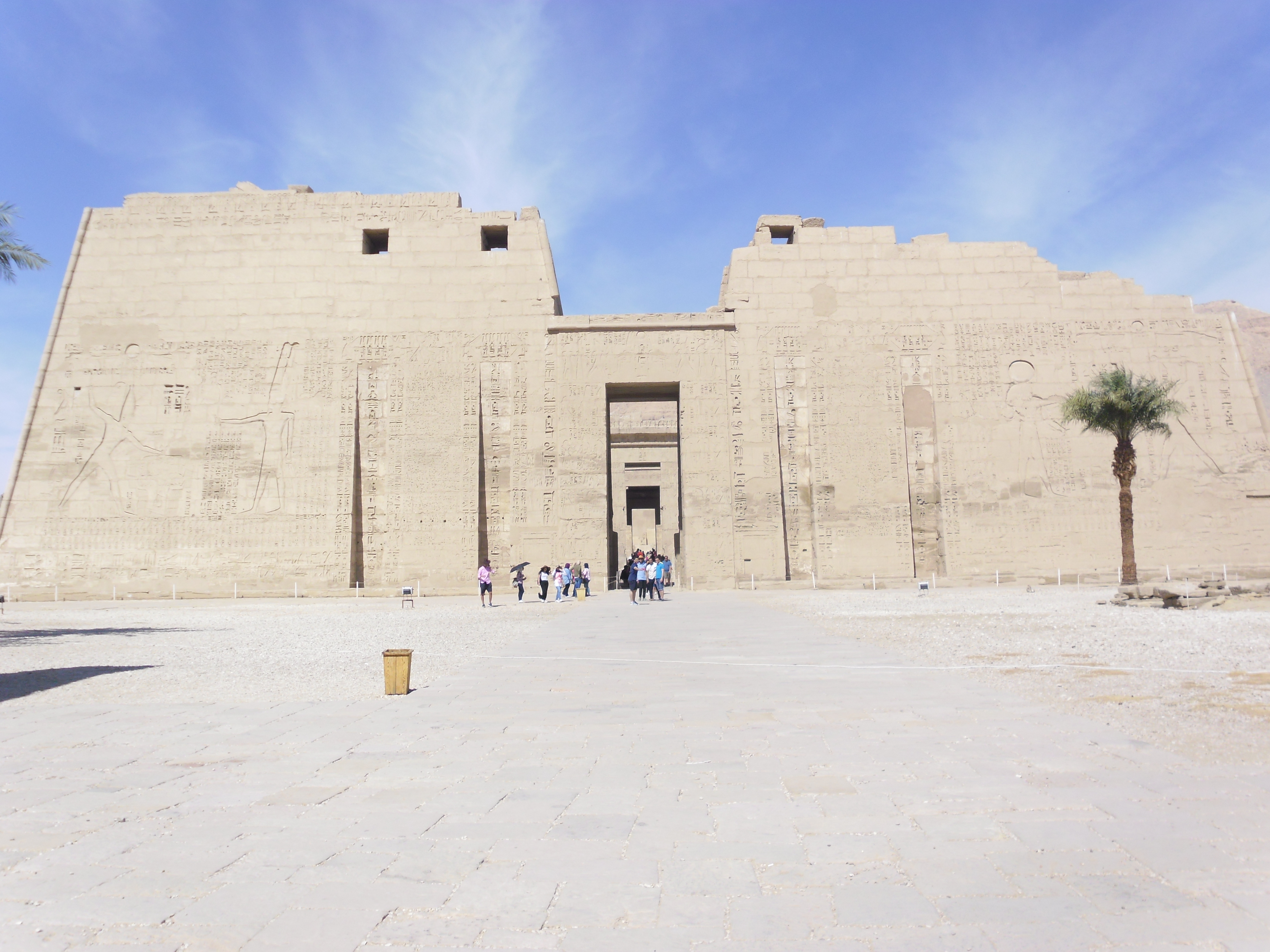
السور الخارجي لمعبد رمسيس الثالث بمدينة هابو

## العمارة

### مدخل المعبد

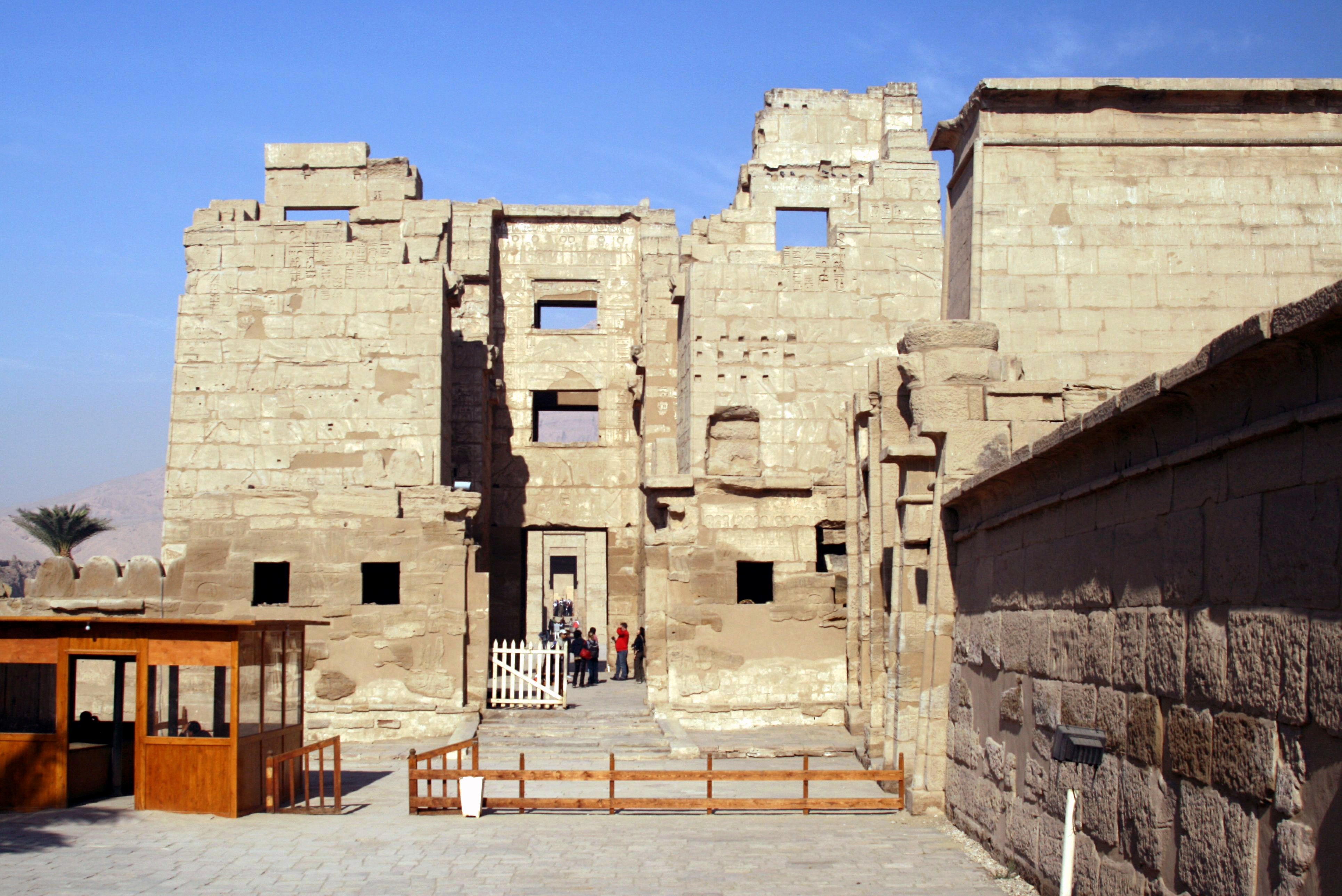
مدخل المعبد

تم تخطيط معبد مدينة هابو بشكل منظم. فللمعبد سورين، سور داخلي والآخر خارجي، ويوجد خارج سور المعبد المرسى الخاص بالسفن. فعند الدخول إلى المعبد من مدخلة بالجهة الجنوبية الشرقية؛ وهو عبارة عن بوابة كان يجاورها من ناحية الجانبين حجرتان للحراسة لنصل إلى مايطلق عليه بوابة رمسيس الثالث العالية. وهو بناء فريد من نوعه في مصر، وقد أمر رمسيس الثالث بتشييده على نمط القلاع السورية التي تعرف باسم «مجدل» وهو يتكون من برجين ذوى شرفات يتوسطهما بوابة وهي التي تعتبرالمدخل.

### قدس الأقداس
تقع صالات الأساطين الثلاثة الخاصة بمعبد مدينة هابو على محور المعبد ويتبع أحدهما الأخر وتتميز صالة الأساطين الأخيرة بثلاثة مداخل، مدخل في الوسط للوصل إلى مقصورة قدس الأقداس الخاصة بزورق الإله آمون والمدخل الثاني يوصل إلى مقصورة زورق الإله خنسو والمدخل الثالث يوصل إلى مقصورة زورق الإلهة موت.وقدس الأقداس بمعبد مدينة هابو هو الجزء الخاص «بثالوث طيبة المقدس» محاط بالعديد من الحجرات المختلفة الاشكال ومختلفة المحاور، البعض منها خاص بالإلهة والإلهات. والبعض الآخر مخصص لمستلزمات المعبد التي كانت تستخدم في الطقوس والشعائرالدينية بالمعبد، والطقوس التي كانت تفيد الملك المتوفى اثناء رحلتة إلى العالم الآخر.

## معرض الصور

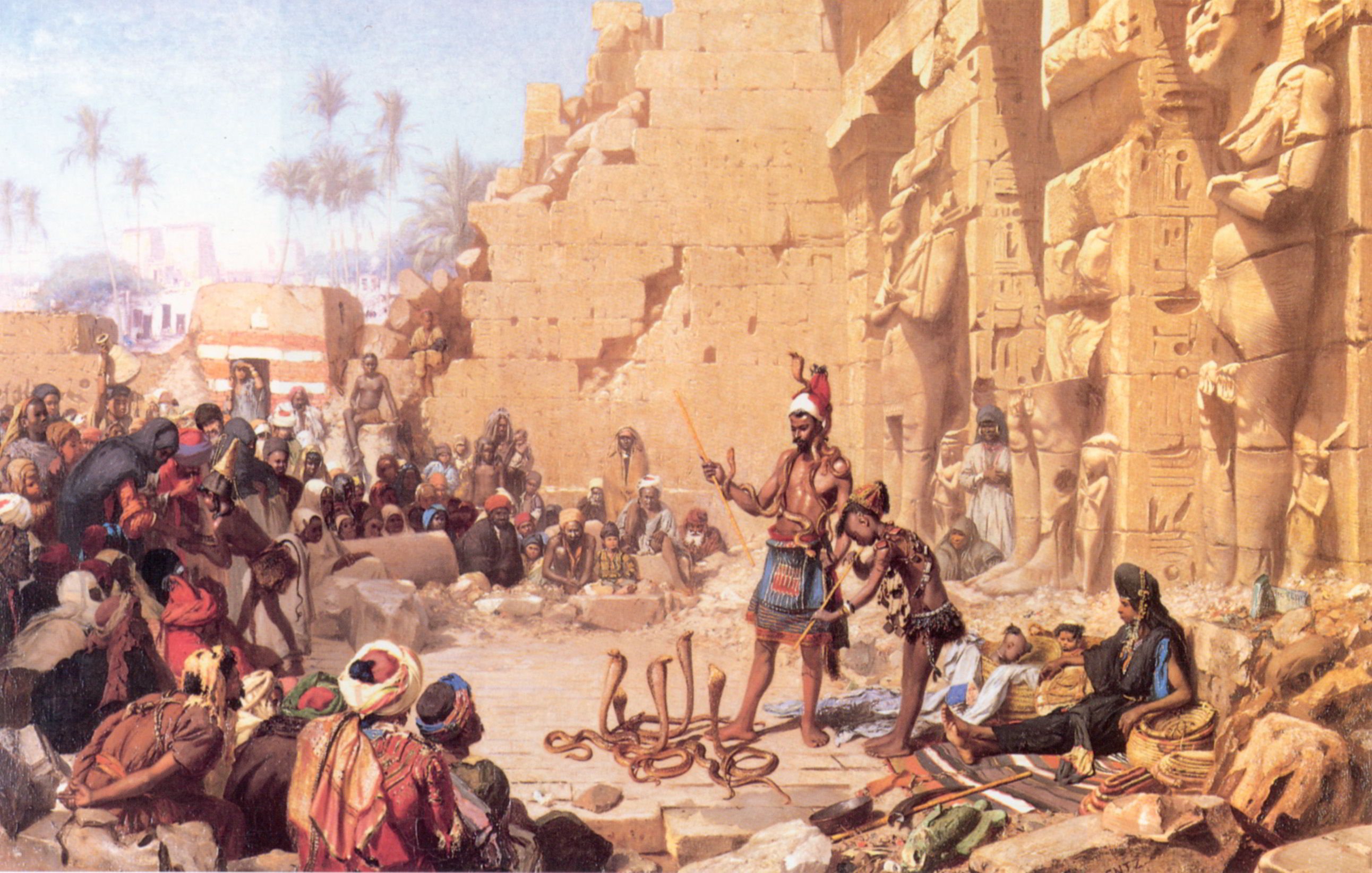
لوحة للمستشرق الألماني فيلهلم جينز عام 1872 : ساحر الثعابين في مدينة هابو
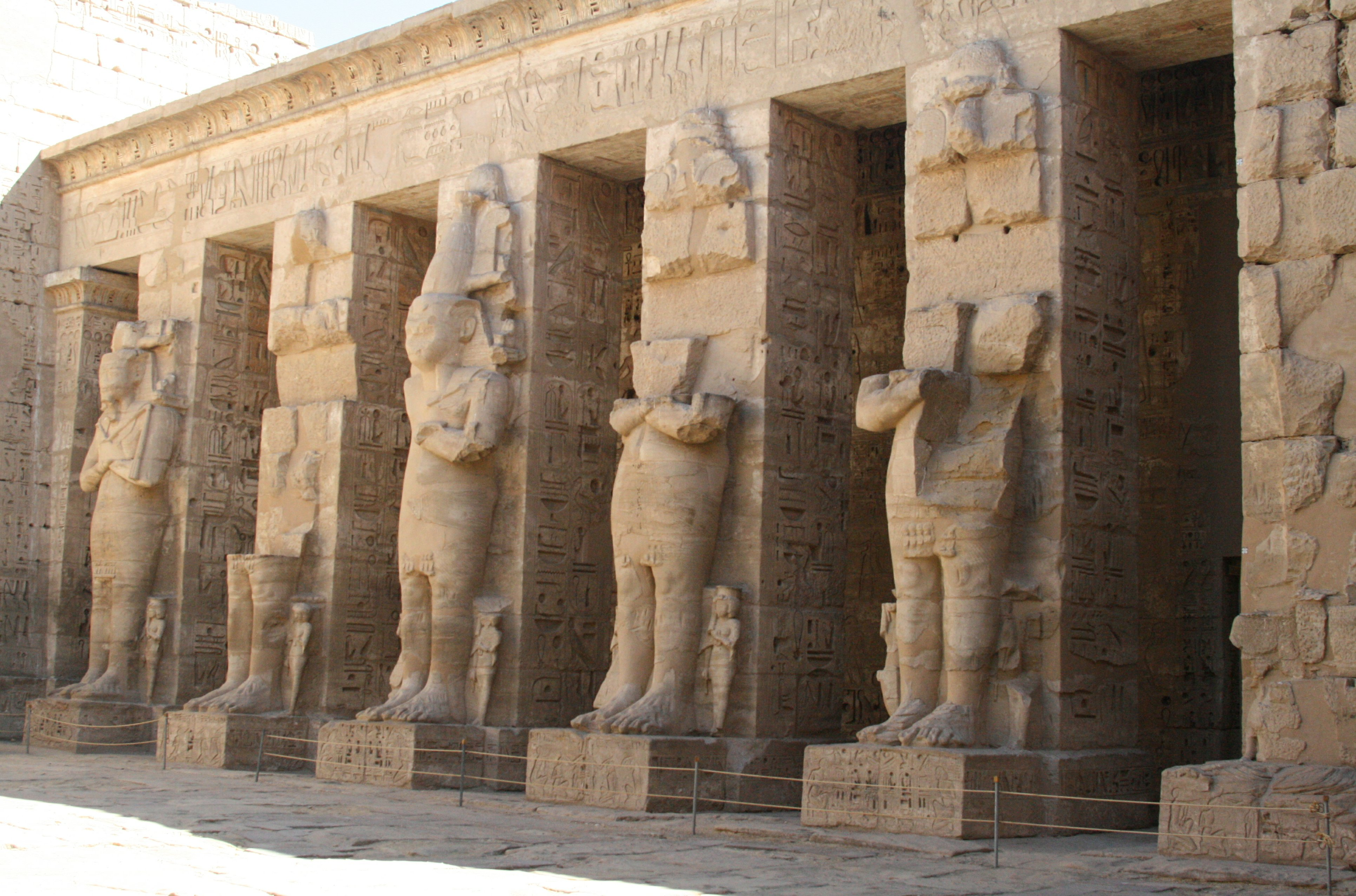
أعمدة من عهد الرعامسة في بهو الأعمدة
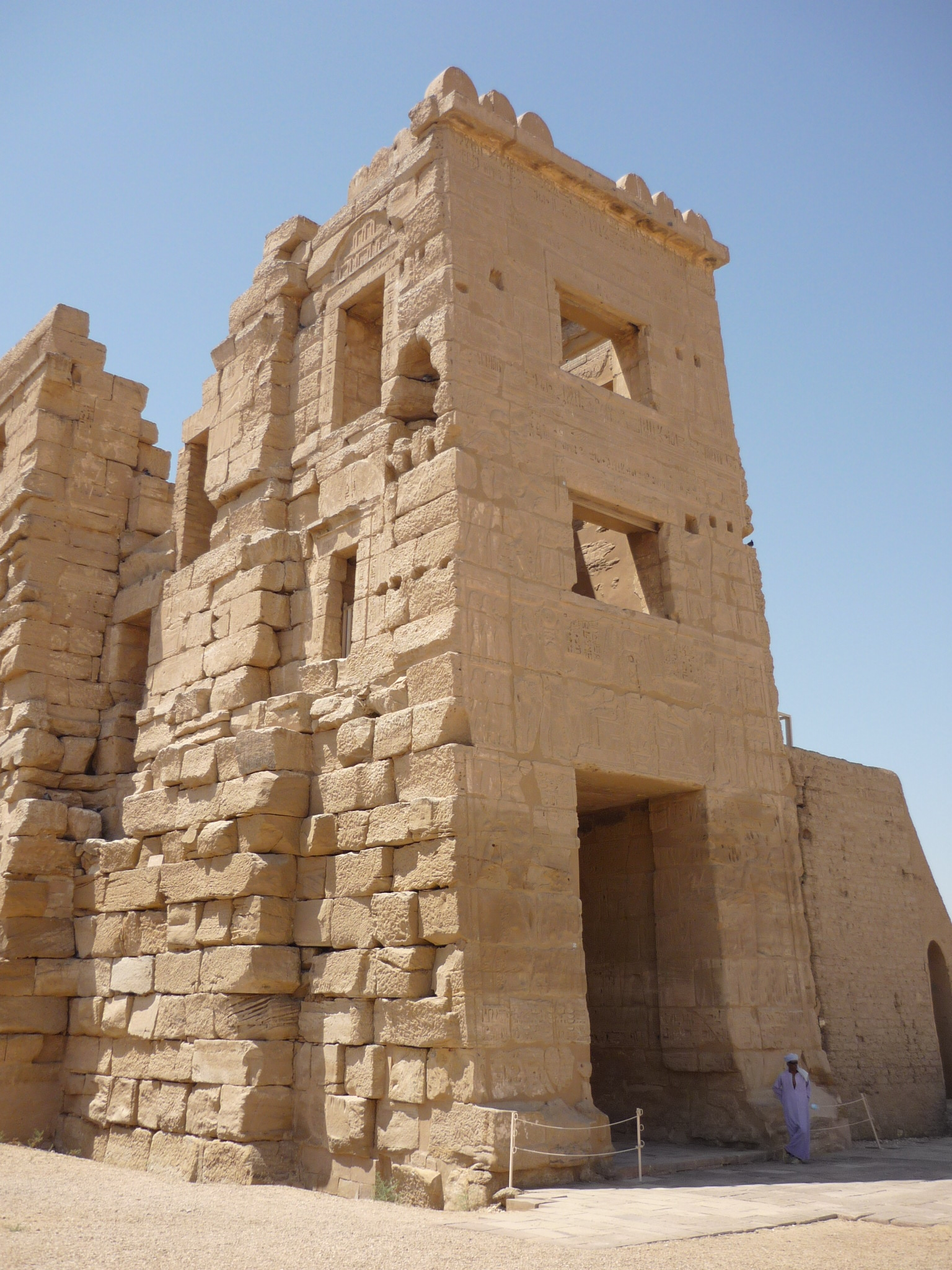
منظر لبرج مجدل في مدينة هابو
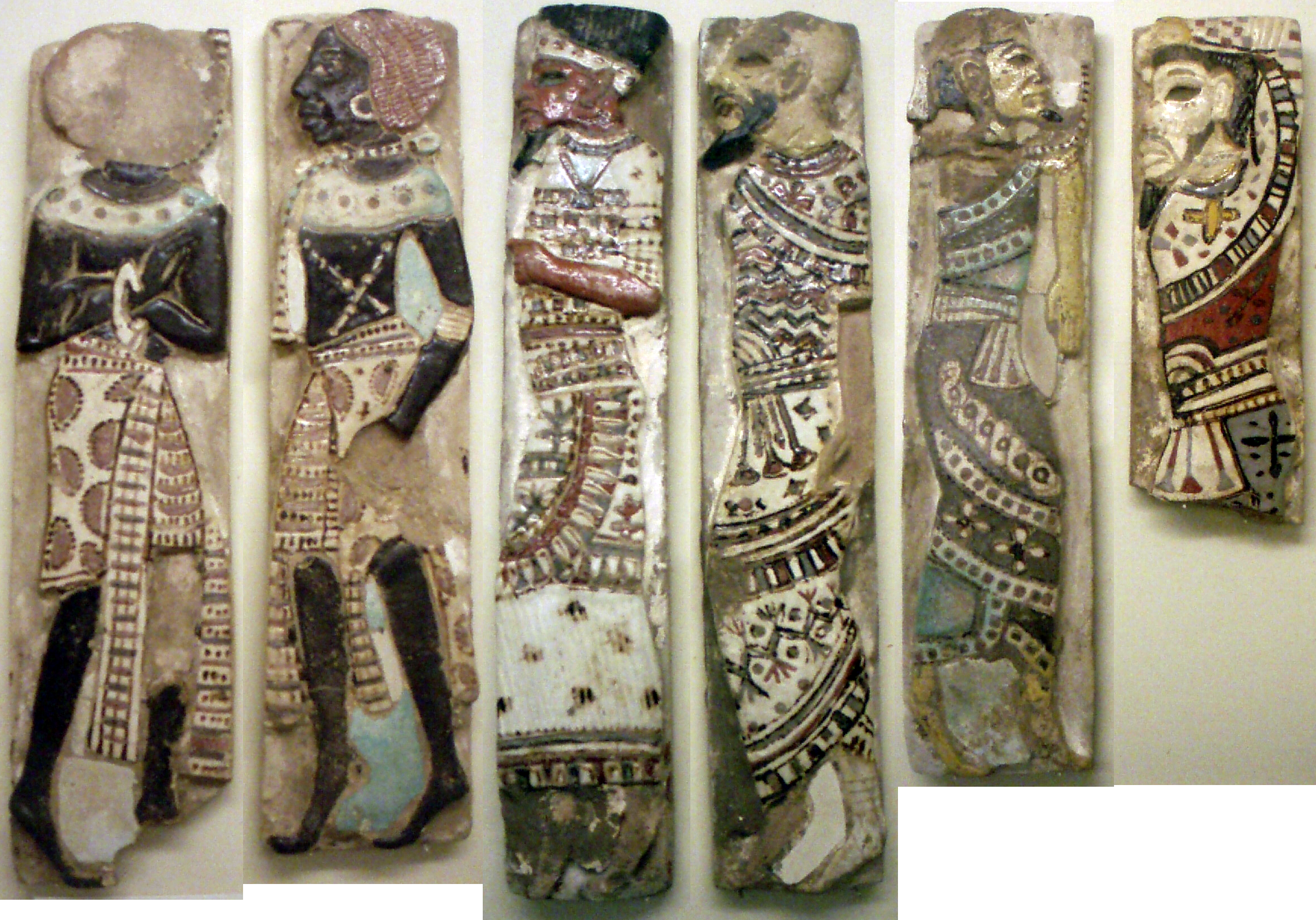
تطعيمات بالزجاج والفخار وجدت في القصر الملكي من مدينة هابو تصور الأعداء التقليديين لمصر.
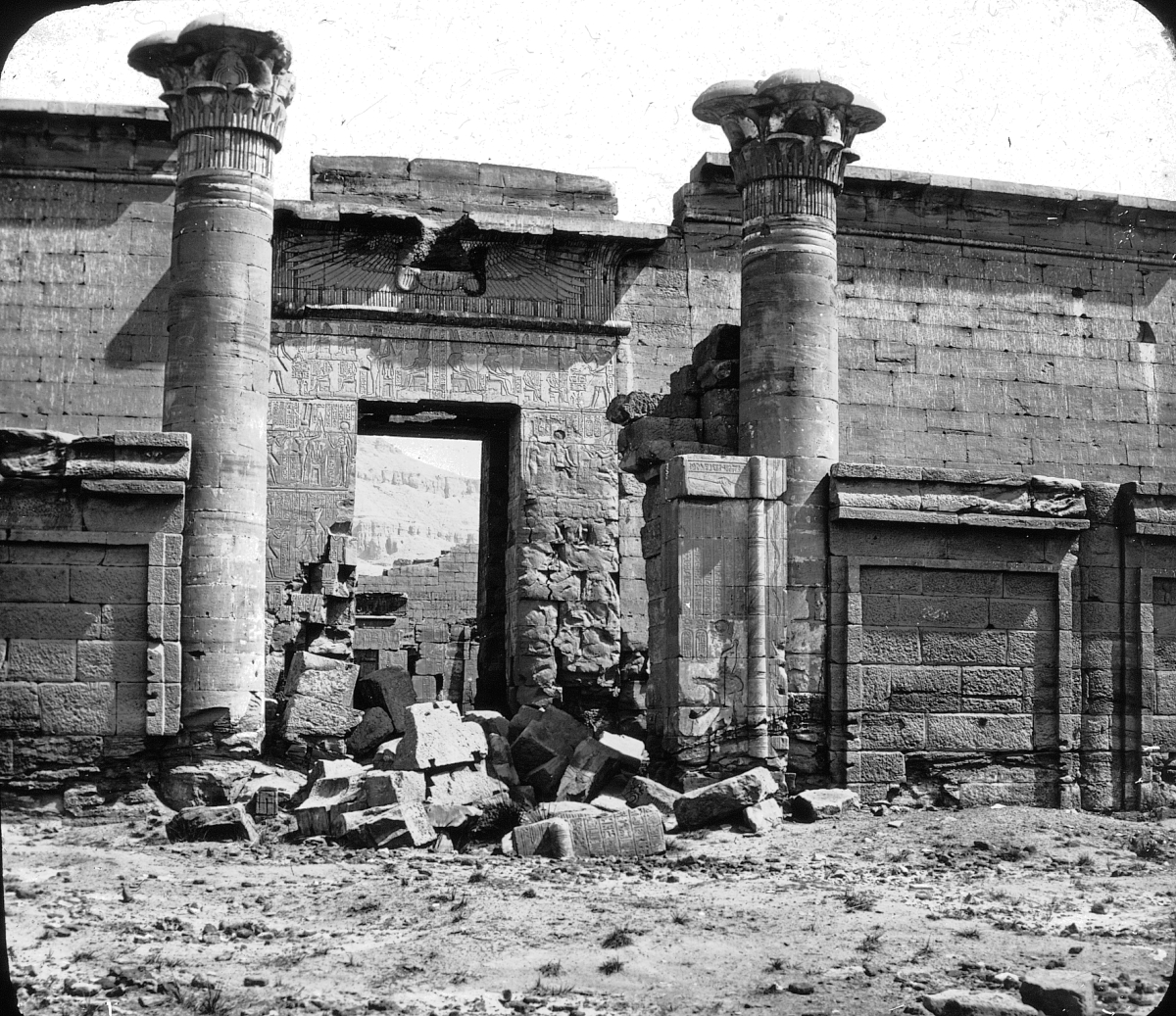
مصر - مدينة هابو، طيبة. أرشيف متحف بروكلين ، أرشيف مجموعة جوديير.
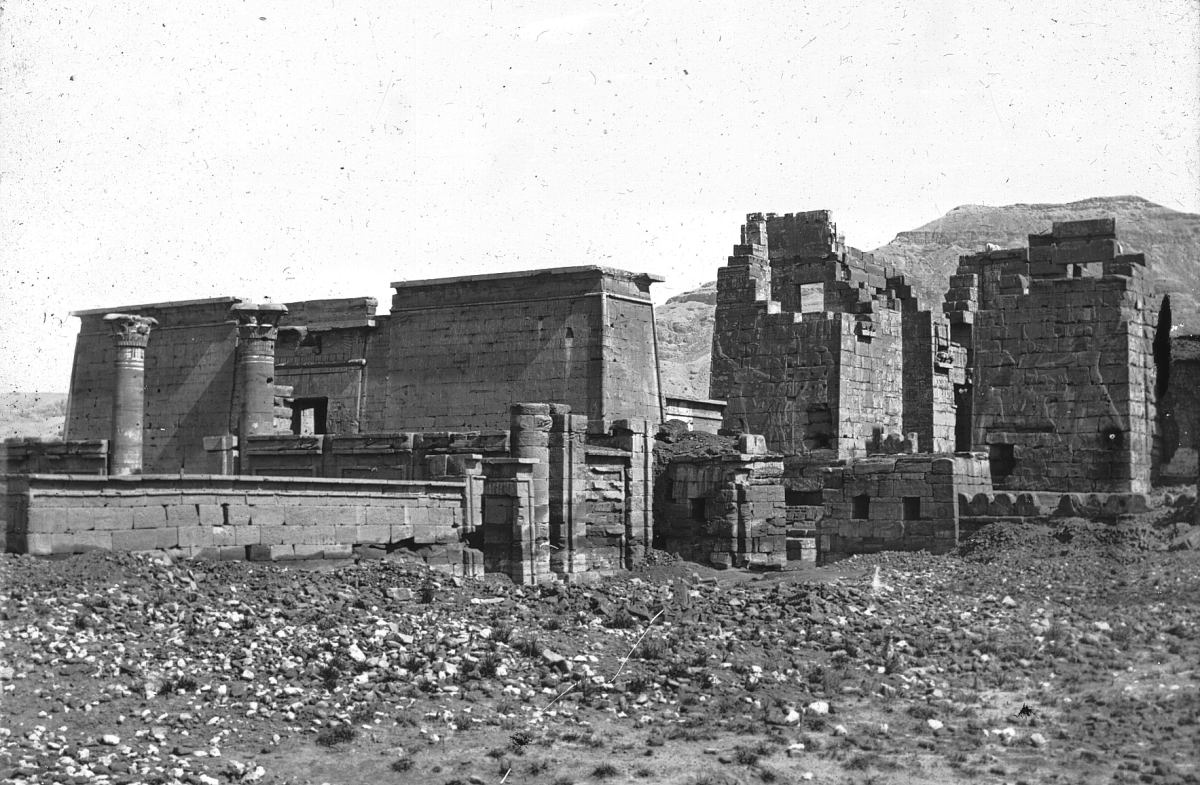
مصر - صرح رمسيس الثالث، طيبة. أرشيف متحف بروكلين ، أرشيف مجموعة جوديير.
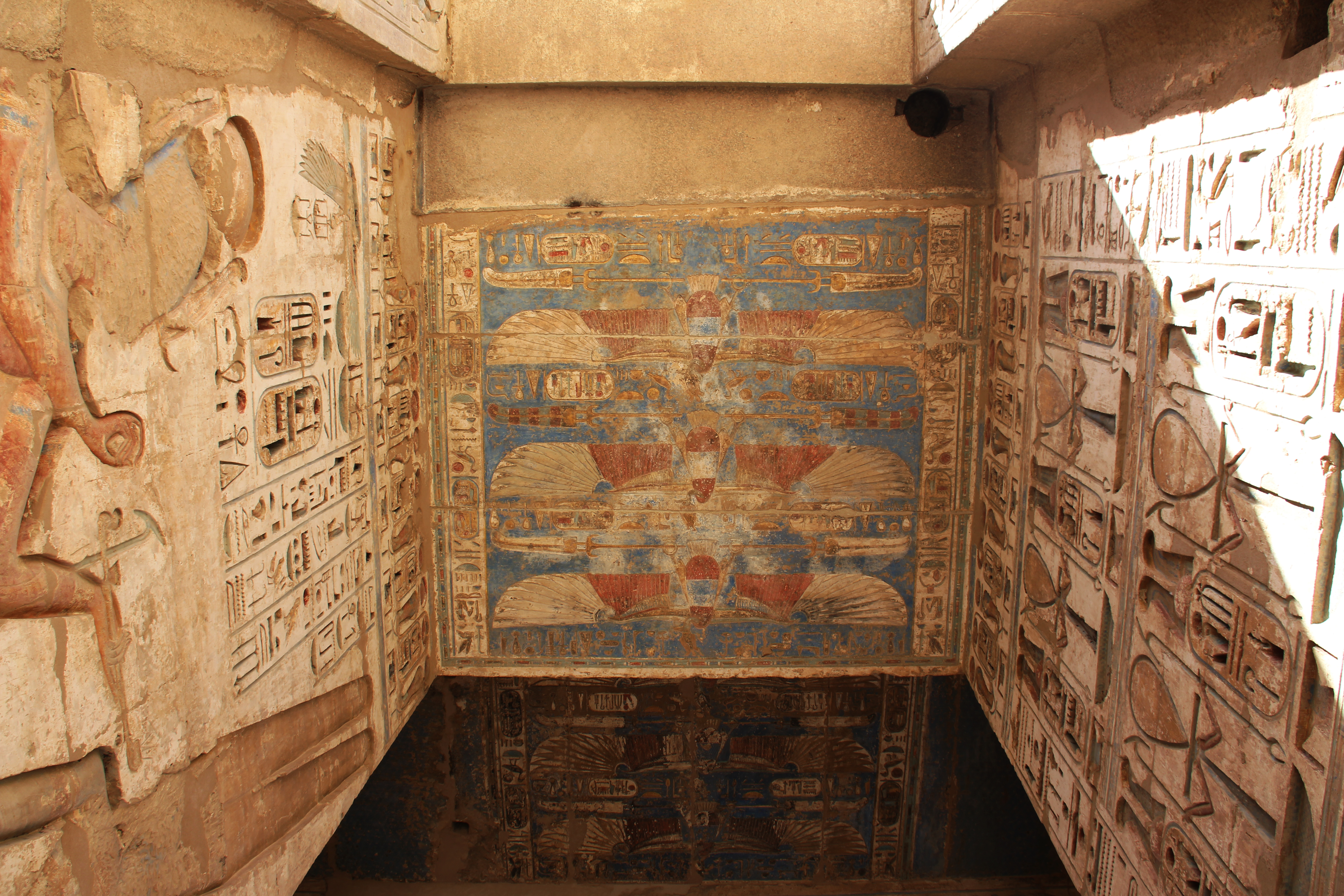
سقف المعبد - مدينة هابو
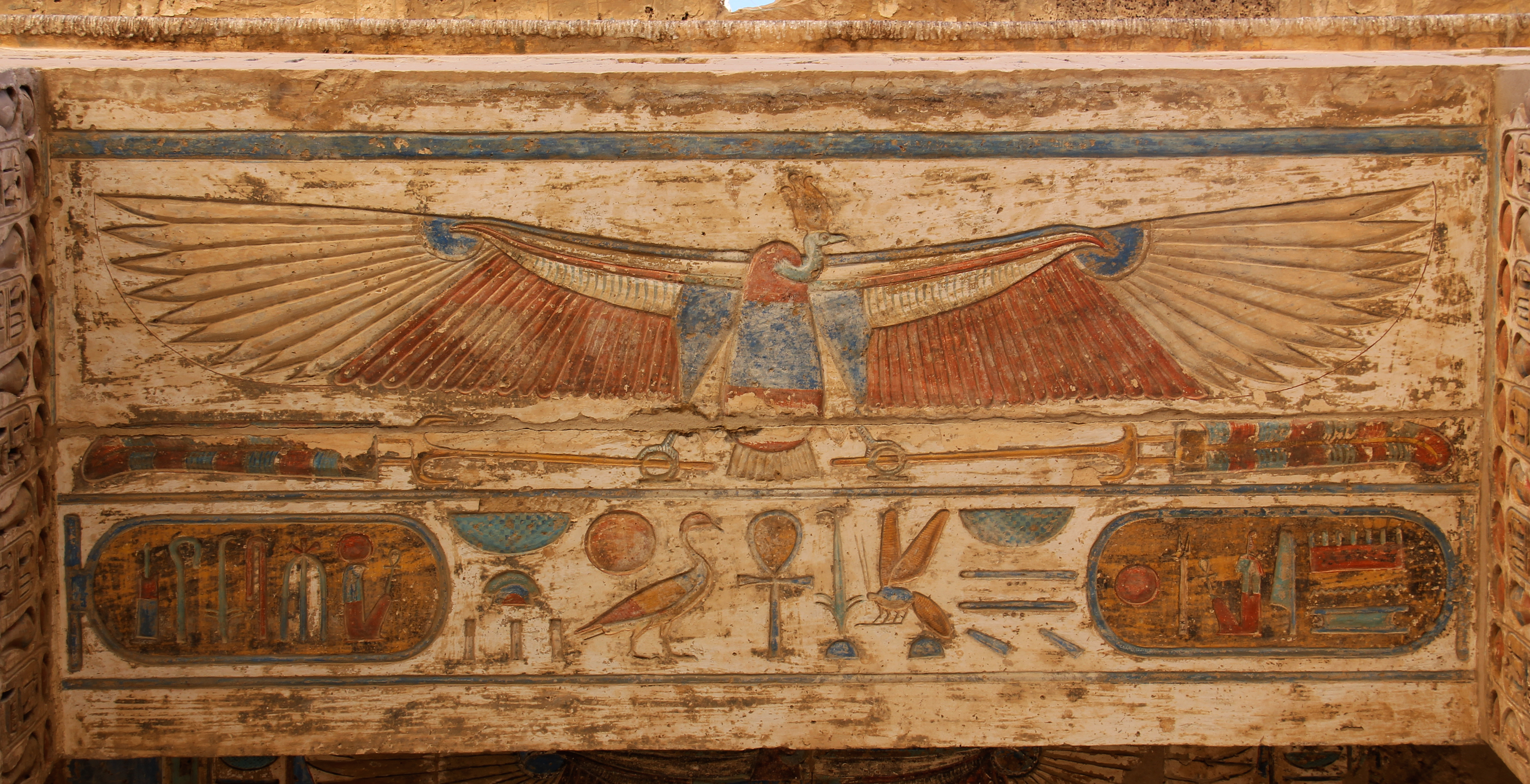
سقف المعبد - مدينة هابو
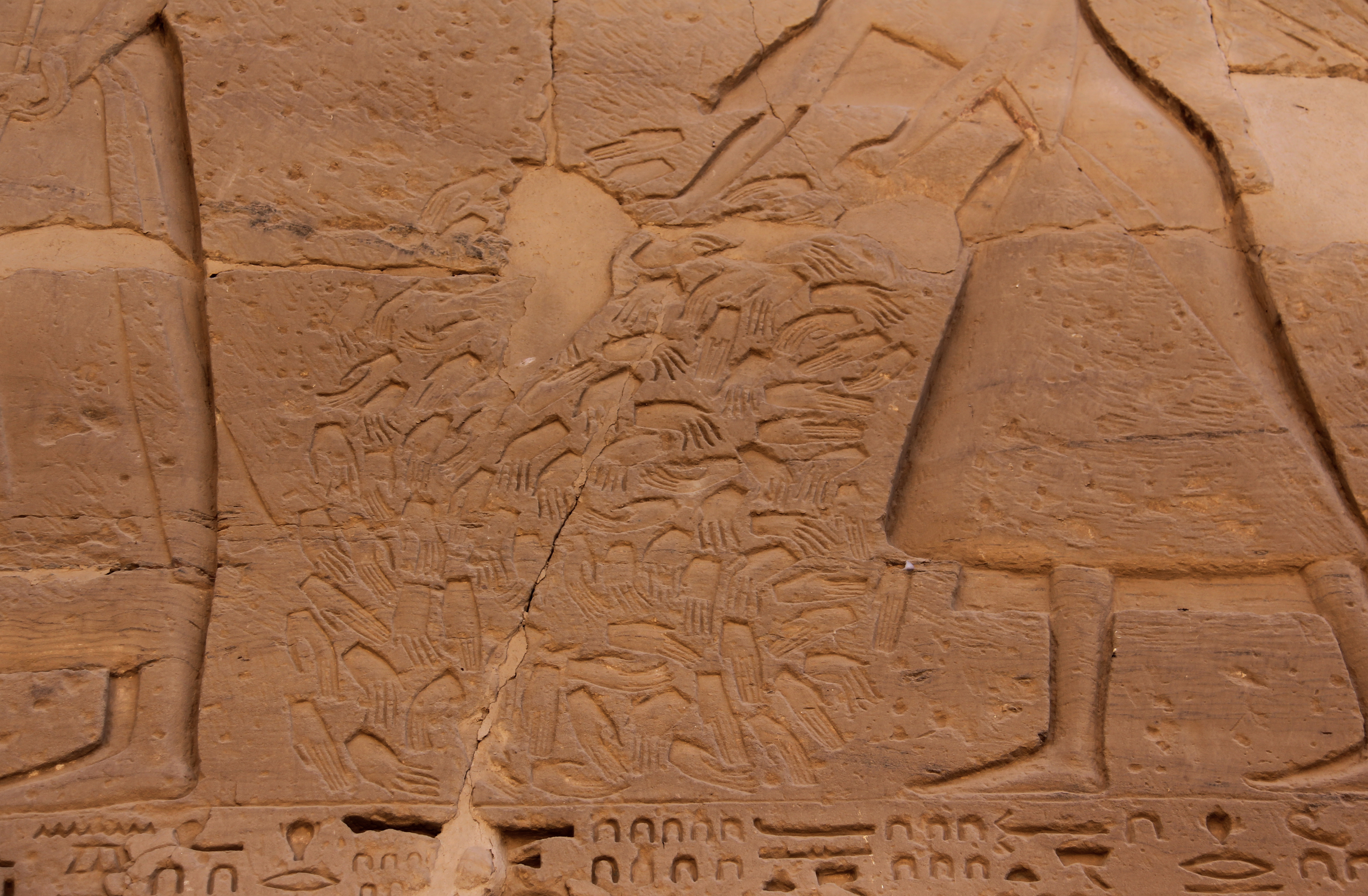
مدينة هابو معبد، أكوام من الأيدي. طريقة لتحديد عدد الذين قتلوا في المعركة.
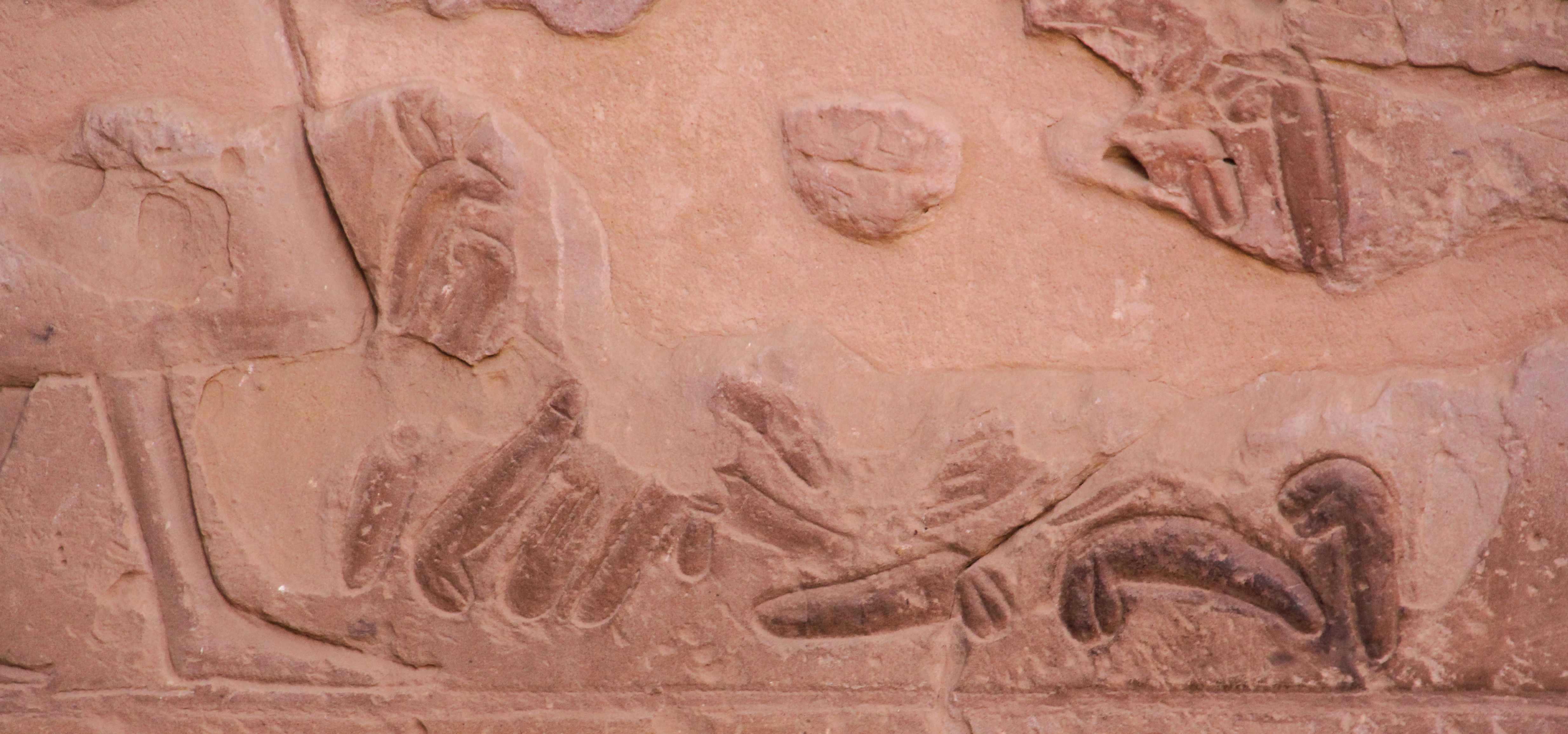
مدينة هابو معبد، أكوام من الأعضاء التناسلية. طريقة لتحديد عدد الذين قتلوا في المعركة.
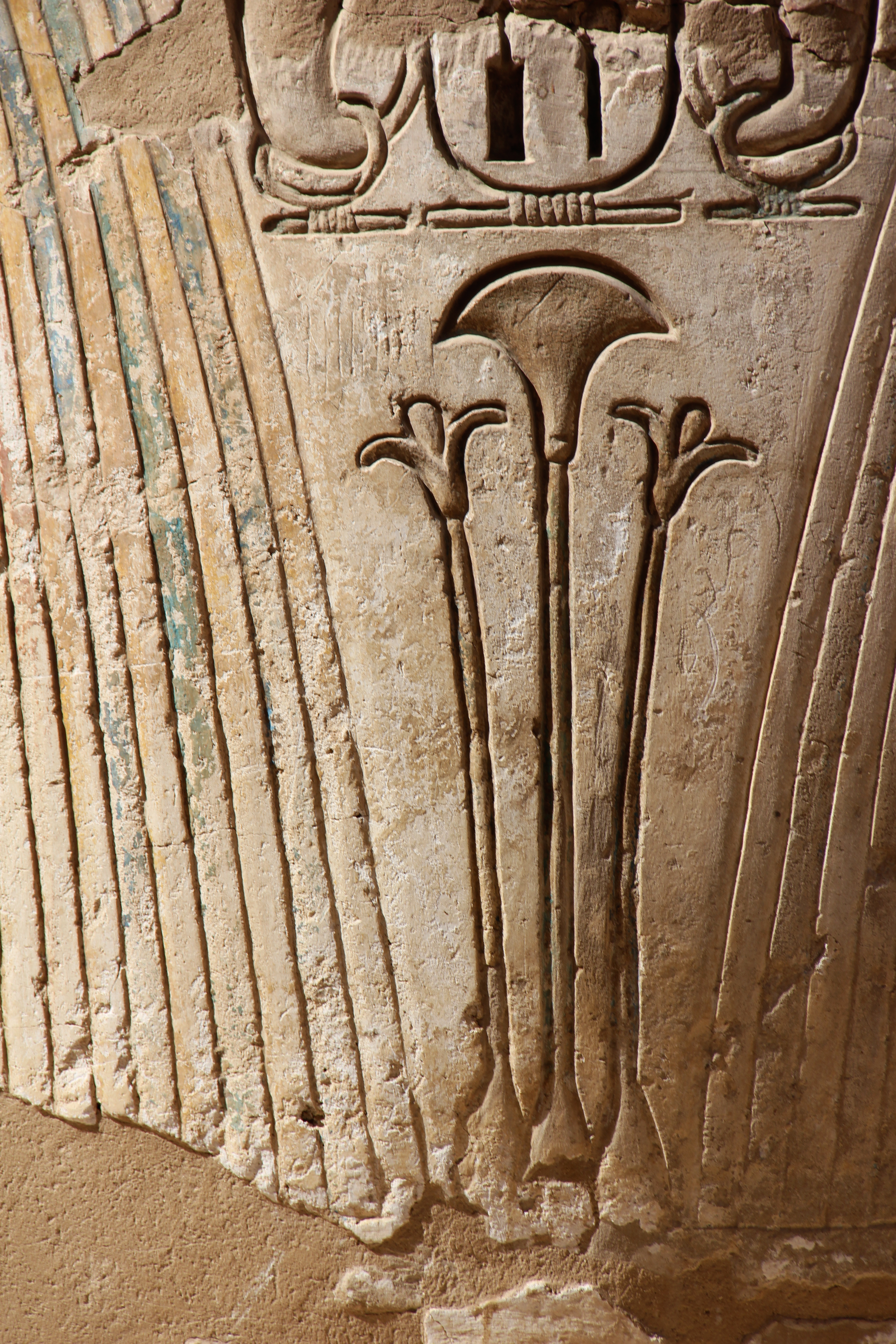
تفاصيل عامود في مدينة هابو
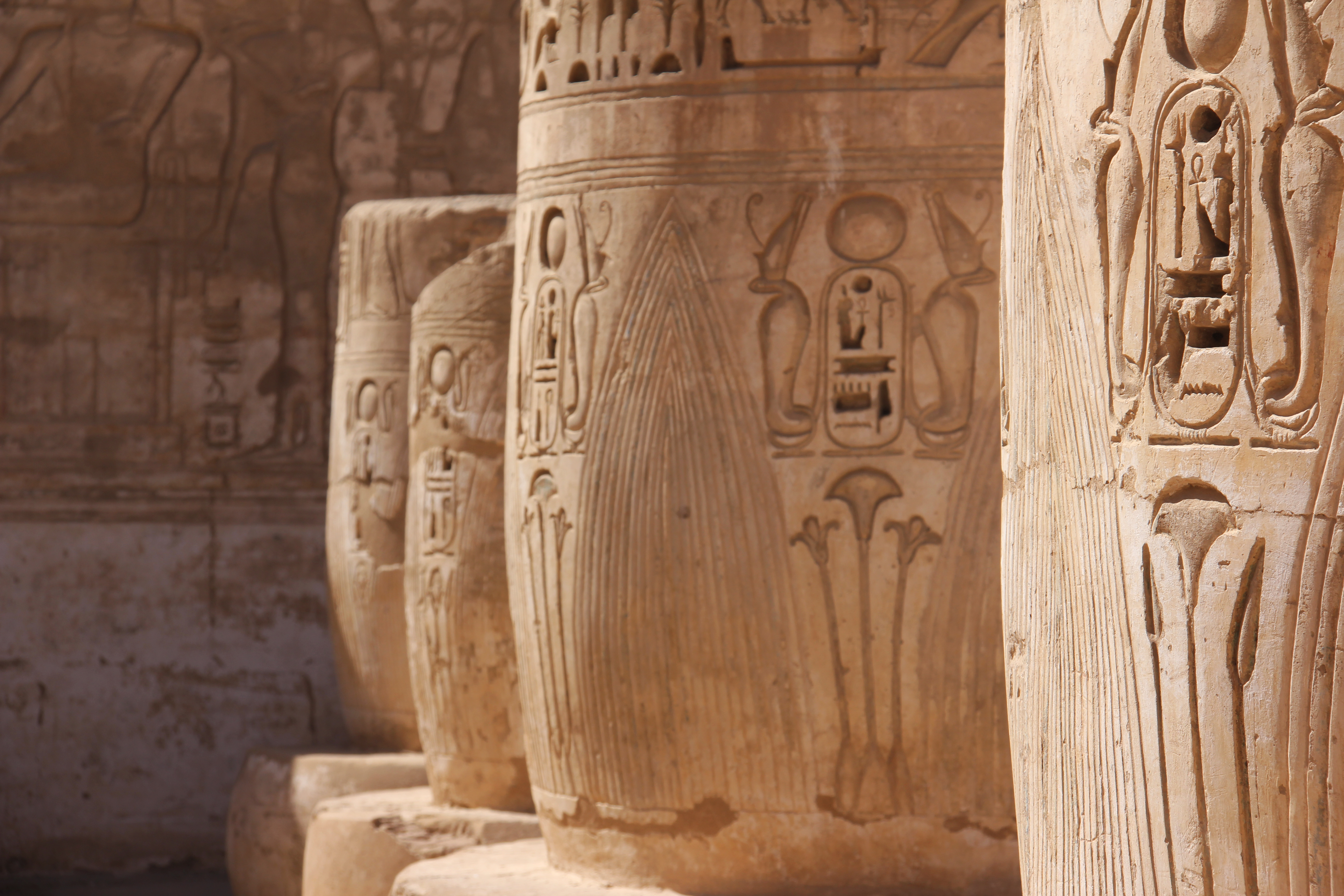
تفاصيل عامود في مدينة هابو
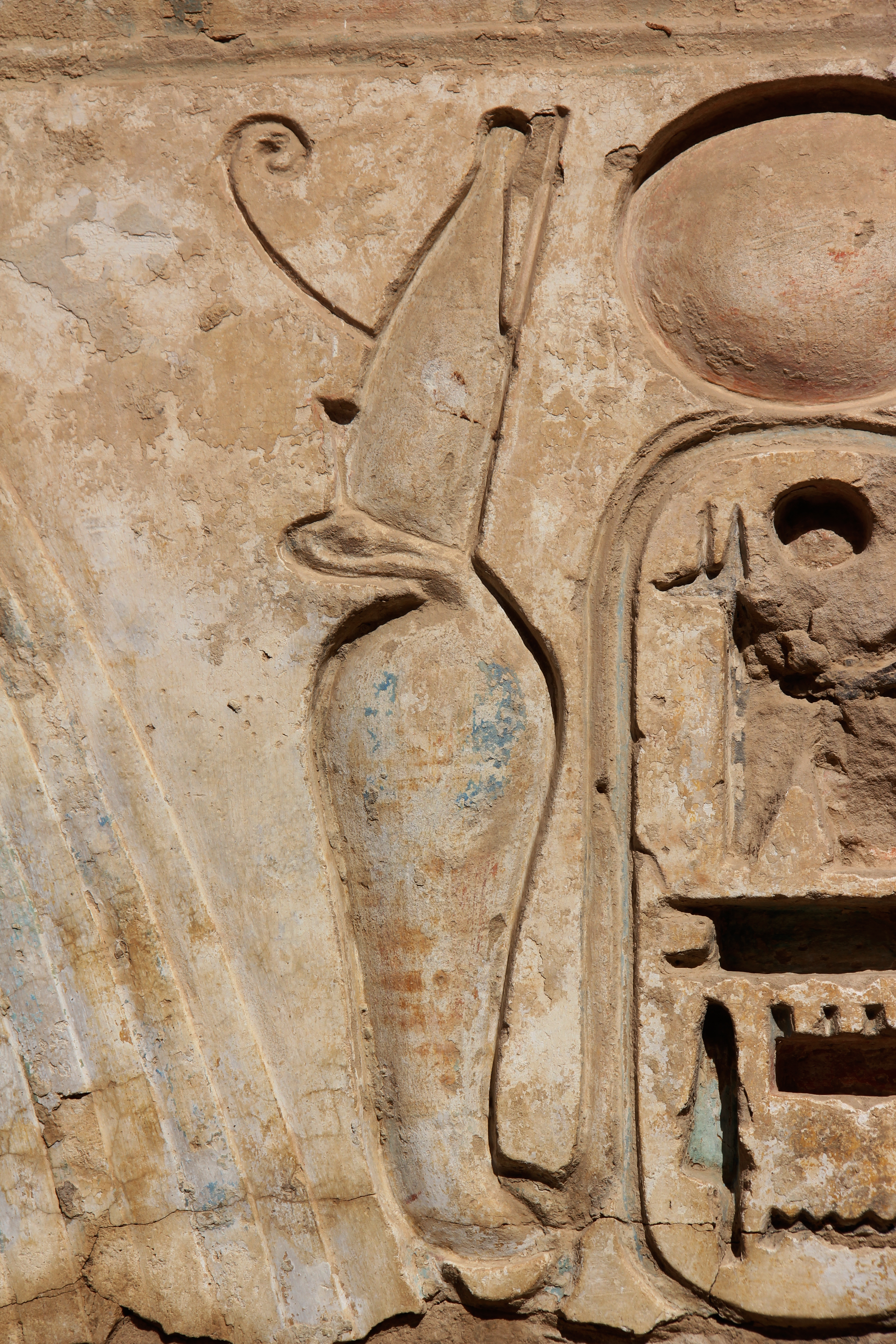
تفاصيل عامود في مدينة هابو
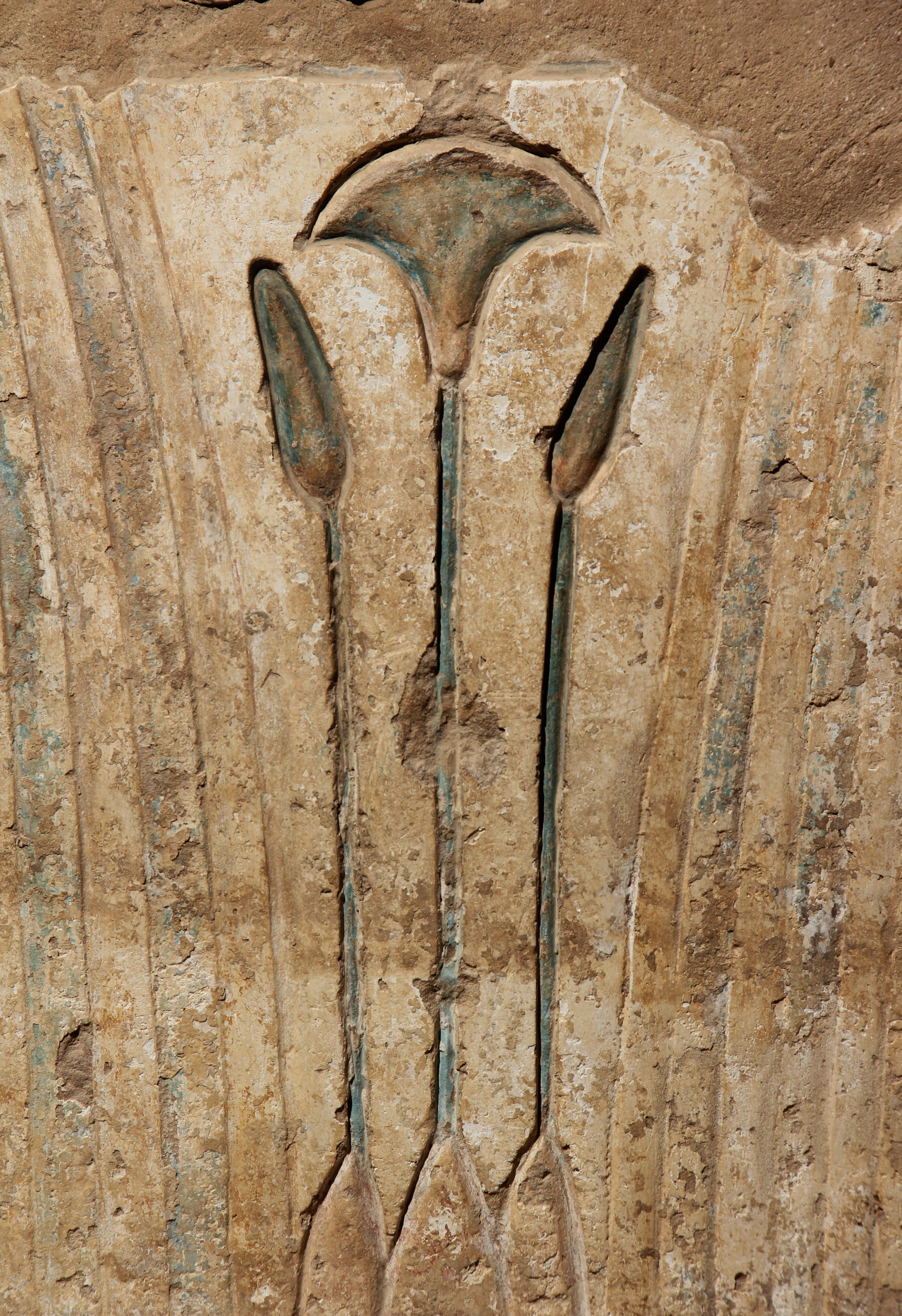
تفاصيل عامود في مدينة هابو
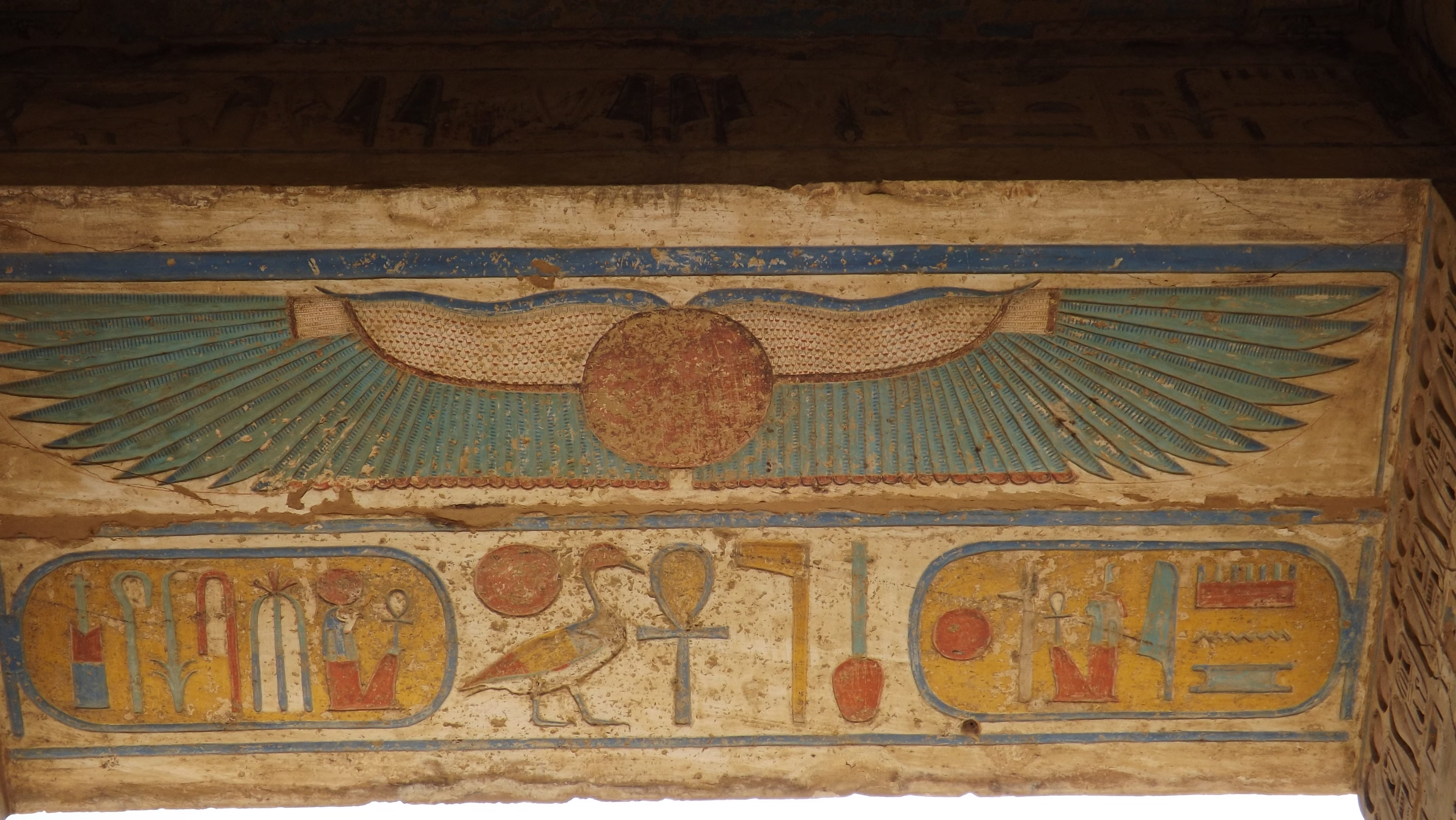
منظر من مدينة هابو ، لاحظ وجود الألوان
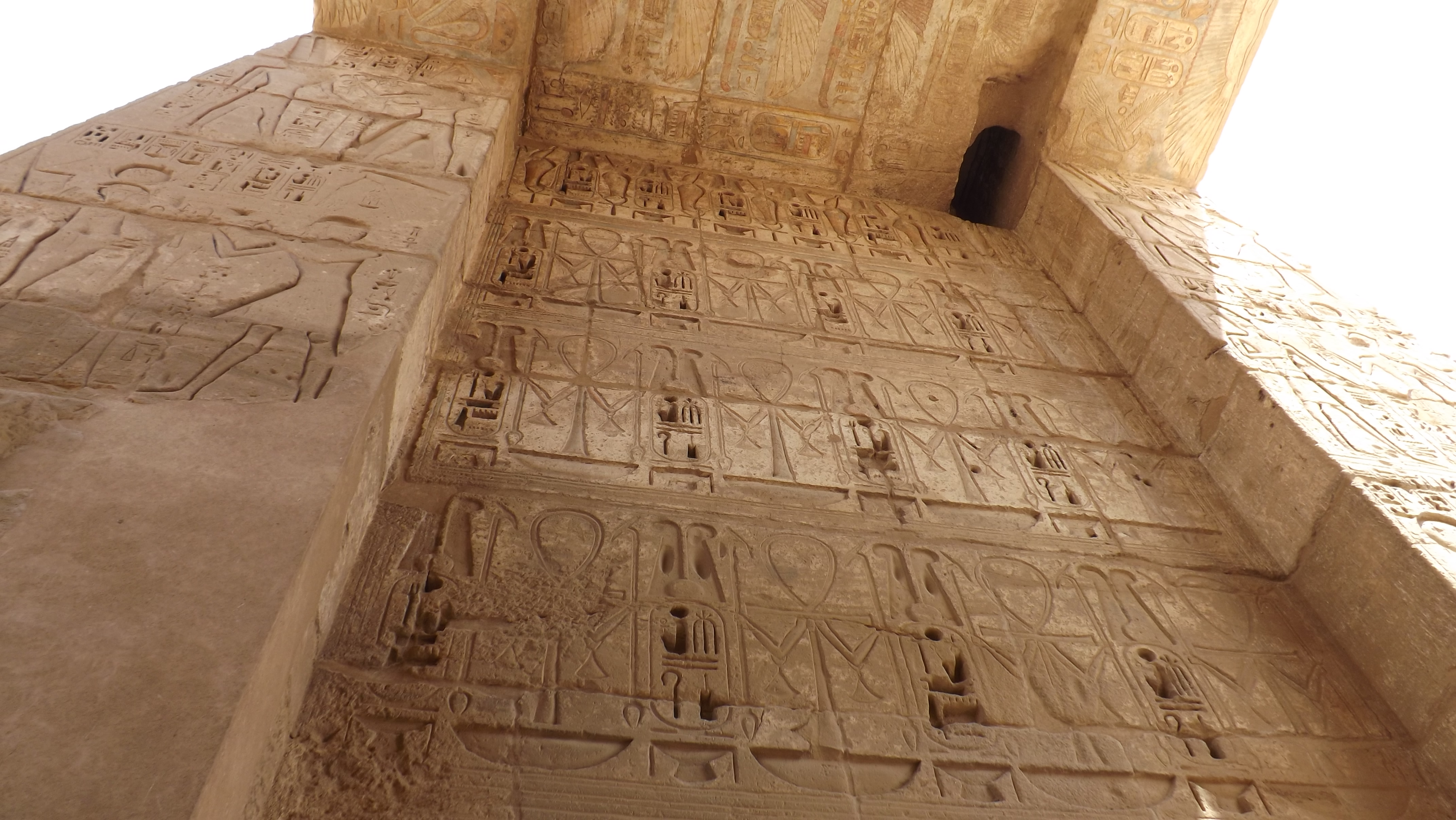
مشهد من مدينة هابو ، مغالق الأبواب
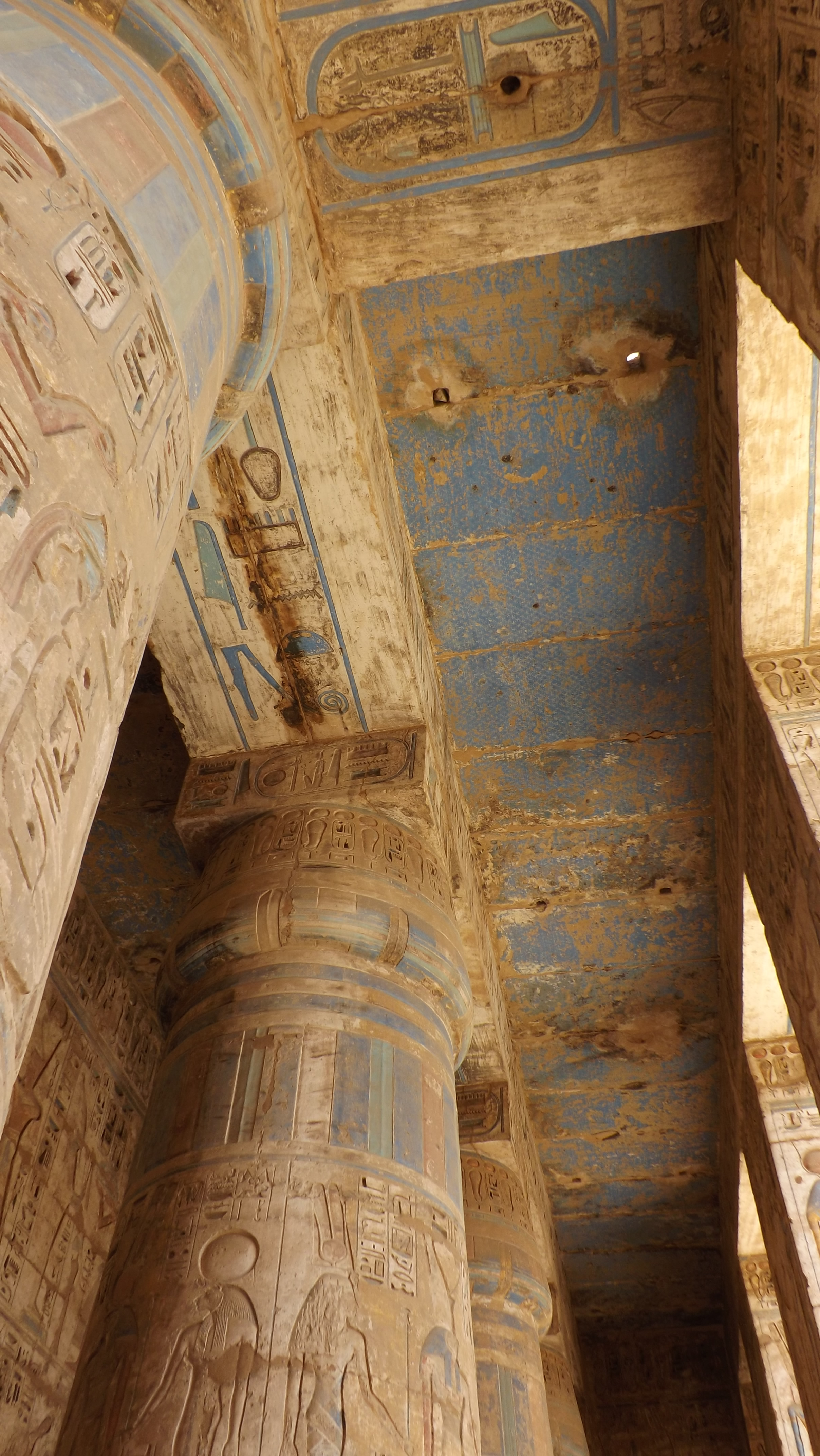
مشهد من مدينة هابو ، البهو
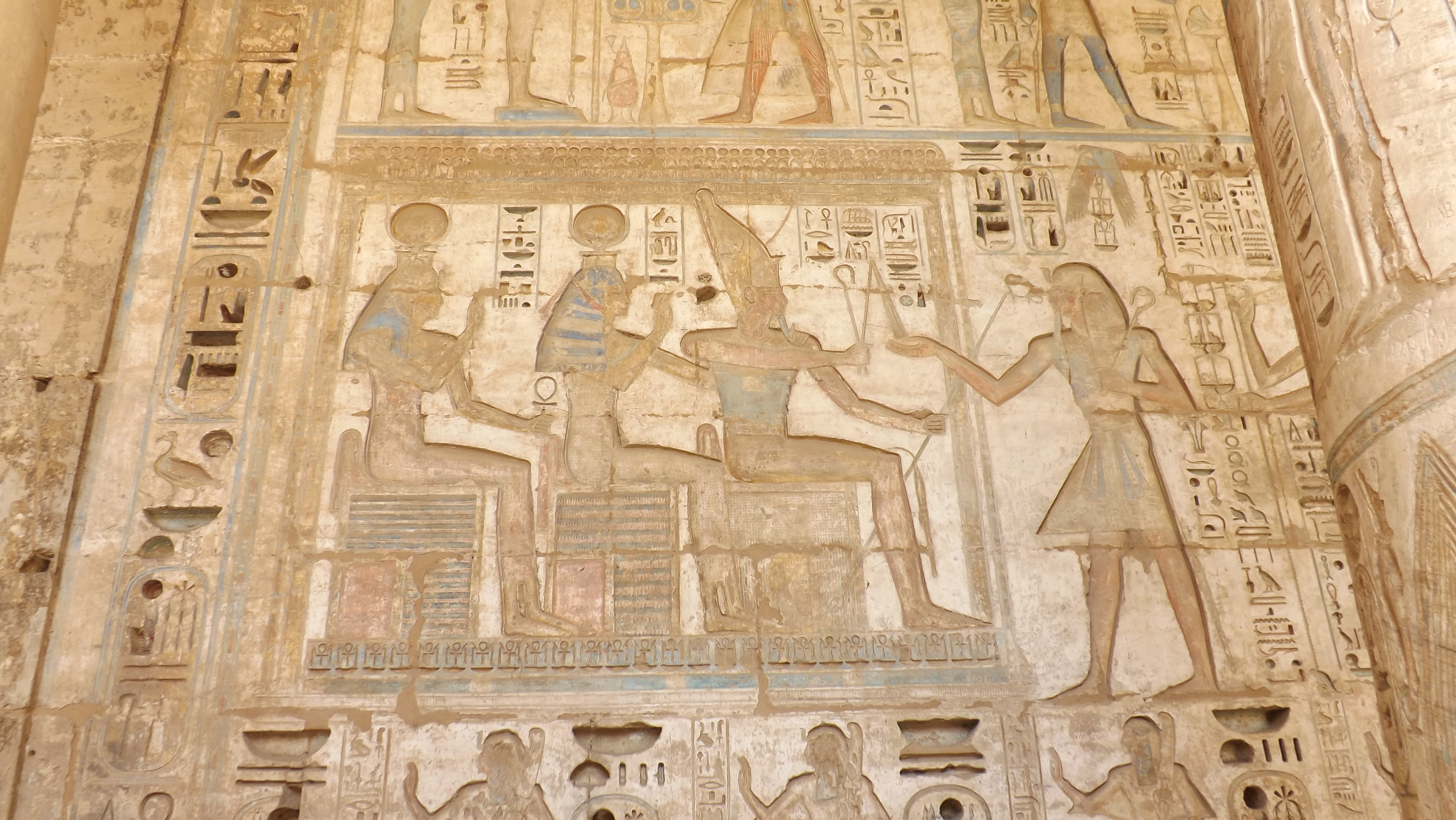
مشهد من مدينة هابو ، الملك يحكم
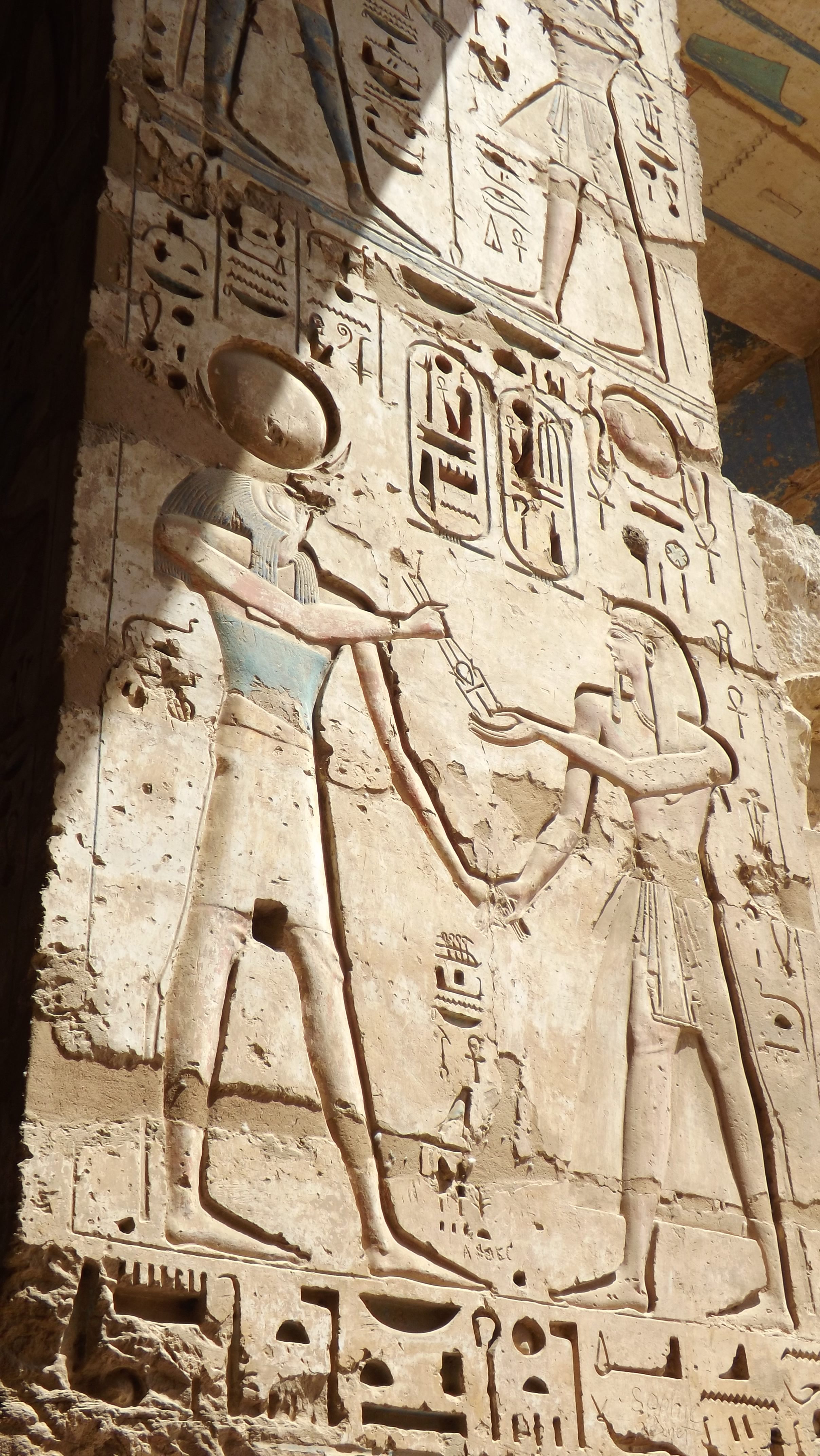
مشهد من مدينة هابو ، إله يعطي للملك مفتاح الحياة
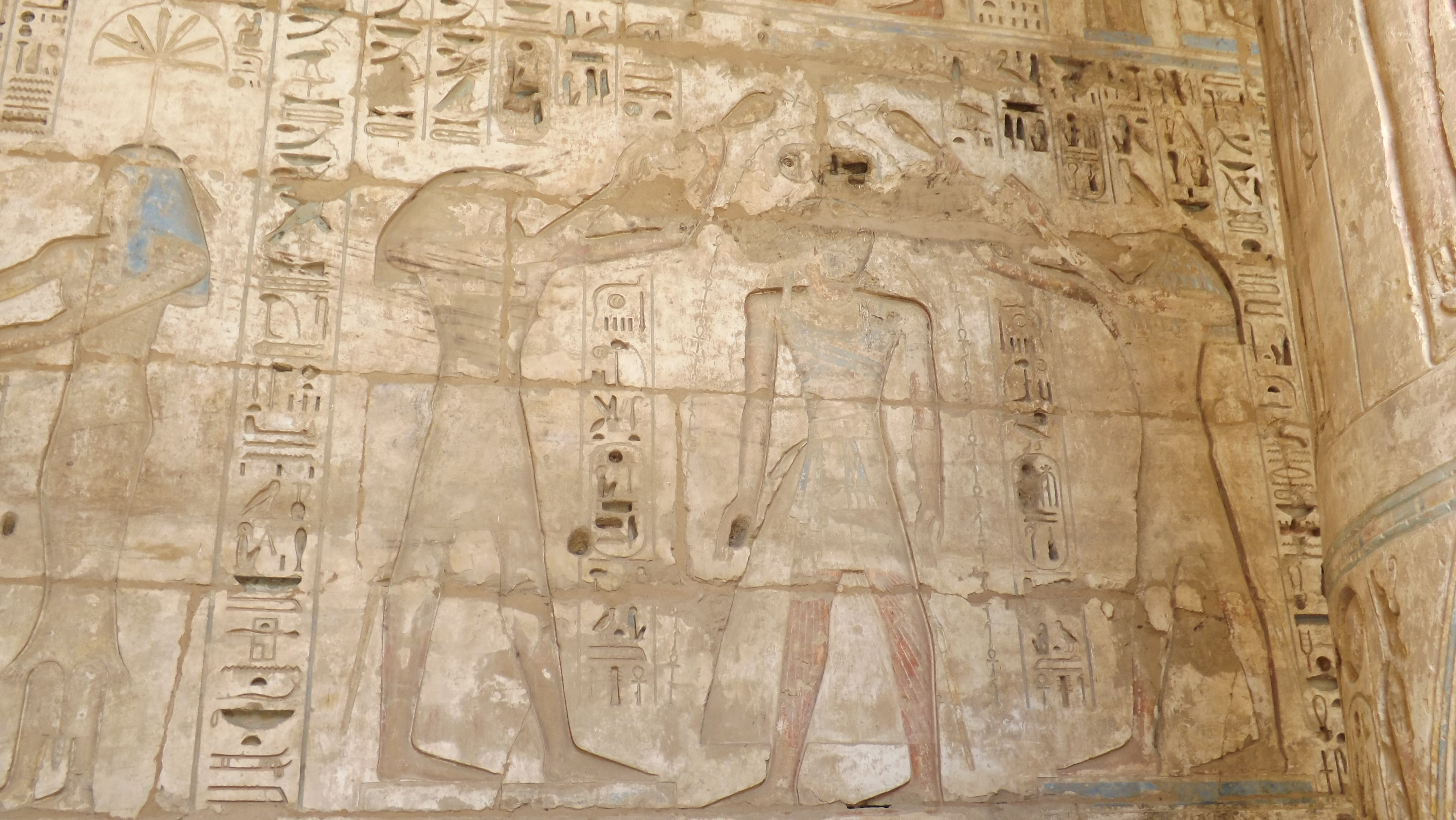
مدينة هابو ، مشهد التطهير للملك من حور و ست